# 愛知県道58号名古屋豊田線

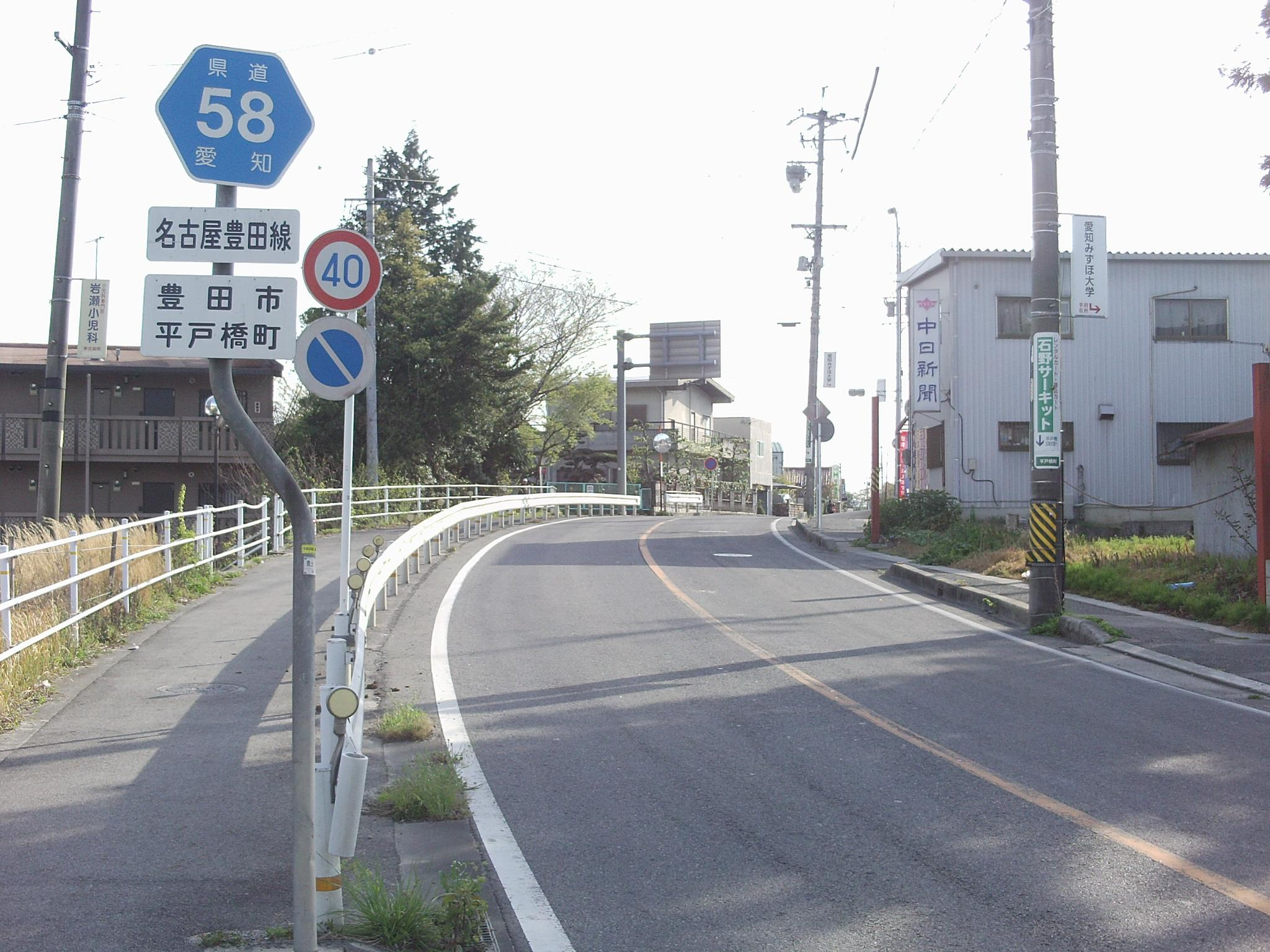
豊田市側（終点側）。矢作川に架かる平戸橋の西側。

愛知県道58号名古屋豊田線（あいちけんどう58ごう なごやとよたせん）は、愛知県名古屋市天白区と同県豊田市を結ぶ愛知県の主要地方道である。

## 概要
塩の道として知られた、かつての飯田街道にあたる道路である。中央自動車道開通以前は、名古屋と飯田を結ぶ長距離バスはここを通っていた。起点の平針西口交差点から日進市の赤池交差点までは、国道153号の旧道である。

### 路線データ
- 起点：名古屋市天白区原（平針西口交差点：愛知県道56号名古屋岡崎線交点）
- 終点：豊田市平戸橋町（平戸大橋西交差点：国道153号交点）

## 沿革
- 1959年12月15日 認定（当初は県道188号名古屋猿投線）
- 2020年（令和2年）3月31日 - 国道153号の路線変更に伴い、県道名古屋豊田線の終点が平戸橋西交差点から平戸大橋西交差点に変更される。（路線延長 約0.35km）[1]

## 路線状況

### 重複区間
- 国道153号（豊田西バイパス：赤池2丁目北交差点 - 赤池2丁目交差点）
- 愛知県道219号浅田名古屋線（日進跨線橋東：浅田南交差点 - 浅田交差点）
- 国道155号・国道248号（大井橋東交差点 - 保見町塚原交差点）
- 愛知県道11号豊田明智線（愛知県豊田市平戸橋町・平戸橋西交差点 - 平戸大橋西交差点）

### 交差する道路
- 愛知県道56号名古屋岡崎線（駿河街道、平針街道）（平針西口交差点、平針交差点）
- 愛知県道221号岩崎名古屋線（平針西口交差点）
- 国道302号（名古屋環状2号線）（平針5丁目北交差点）
- 愛知県道57号瀬戸大府東海線（浅間下交差点）
- 愛知県道233号岩作諸輪線（米野木東交差点）
- 愛知県道231号米野木莇生線（五反田交差点）
- 愛知県道215号田籾名古屋線（田籾町交差点）
- 愛知県道54号豊田知立線（大井橋西交差点）
- 愛知県道283号加納東保見線（豊田市東保見町地内）
- 国道419号（豊田南北線）（四郷町与茂田交差点）
- 愛知県道347号猿投停車場線（井上町交差点）
- 愛知県道348号西中山越戸停車場線（青木町3丁目交差点）
- 愛知県道11号豊田明智線（平戸橋西交差点）
- 国道153号（飯田街道）（平戸大橋西交差点）

## 地理

### 通過する自治体
- 名古屋市（天白区）
- 日進市
- 豊田市

### 周辺

#### 名古屋市天白区
- 東海学園大学
- 東海学園高等学校
- 愛知県運転免許試験場（平針運転免許試験場）
- 名古屋市営地下鉄鶴舞線 平針駅

#### 日進市
- 名古屋市営地下鉄鶴舞線・名鉄豊田線 赤池駅
- 名古屋市交通局日進工場
- 日進市立西小学校
- マスプロ電工本社
- 日進郵便局
- 日進市役所
- 日進市立図書館
- 愛知ヤクルト工場
- 中部大学第一高等学校
- 愛知県立日進高等学校
- 名古屋商科大学

#### 豊田市
- 三好カントリー倶楽部[2]
- トヨタスポーツセンター
- 愛知少年院
- 中京大学豊田学舎
- 愛知環状鉄道・愛知環状鉄道線 保見駅、貝津駅、四郷駅
- 名鉄豊田線 浄水駅、上豊田駅
- 井上公園
- 愛知県立猿投農林高等学校
- 名鉄三河線 猿投駅、平戸橋駅
- 豊田市運動公園
- 勘八峡

### 別名
- 飯田街道（名古屋市天白区、日進市、豊田市）
- 三州街道（名古屋市天白区、日進市、豊田市）
- 旧国道153号（名古屋市天白区、日進市、豊田市）